# Neococcidencyrtus selogis
Neococcidencyrtus selogis är en stekelart som beskrevs av John S. Noyes 1987. Neococcidencyrtus selogis ingår i släktet Neococcidencyrtus och familjen sköldlussteklar. Inga underarter finns listade i Catalogue of Life.